# 액정 디스플레이의 잔상효과
액정 디스플레이의 잔상효과는 액정 디스플레이를 구성하고 있는 액정의 응답 속도가 느려 직전 영상과 새로운 화면이 겹쳐 잔상이 발생하는 현상이다.

## 증상
LCD의 응답 속도란 일반 백색광에서 입력 편광판과 액정 Cell, 그리고 출력 편광판을 통과한 후 빛의 투과율을 100%라 할 때 화면이 어두워 질 때와 밝아질 때 투과율이 10%와 90%사이로 변화하는 시간의 합을 말하는 것으로 10%에서 90%까지 변했을 때 걸린 시간을 상승 시간(Rising Time), 90%에서 10%까지 변했을 때 걸린 시간을 하강 시간(Falling Time)이라 말하며 이를 White to Black 응답속도라 하며 이와 유사하게 Gray to Gray 응답속도가 있다.
응답속도는 밀리초 단위로 표시한다. 그 수치가 작을수록 빠르게 출력하기 때문에 영상이 더욱 부드럽게 보인다. 액정이 열리고 닫히는 응답 속도는 밀리초(ms)로 PDP나 CRT의 마이크로초(us)에 비해 약 1000배 늦게 보인다. 따라서 고속 화면을 볼 때 직전 화면과 새로운 화면이 겹쳐 보이는 잔상이 발생한다. 초기 LCD는 응답시간이 수십~수백ms에 이르러 잔상을 쉽게 확인할 수 있다. 일반적인 TV방송에서는 크게 잔상을 느끼지 못하지만 스포츠 경기나 1인칭 슈팅 게임등 특정한 물체가 빠르게 지나가는 장면에서 화면이 밀리는 증상을 확인할 수 있다.

## 모션 블러 개선 기술

### 오버드라이빙
오버드라이빙(Overdriving)이란 필요한 전압 레벨보다 약간 더 높은 전압을 순간적으로 걸었다가 기존 목표전압으로 낮추는 방법으로 액정의 움직임을 더 빠르게 해 주는 기술이다.

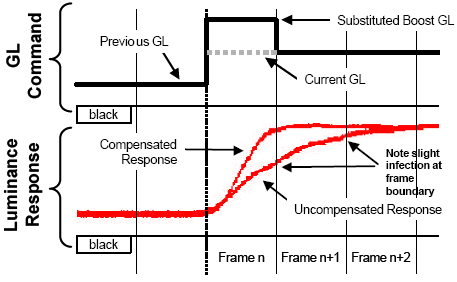
오버 드라이브 회로에 의한 응답 속도의 개선 (오버 슛 파형)

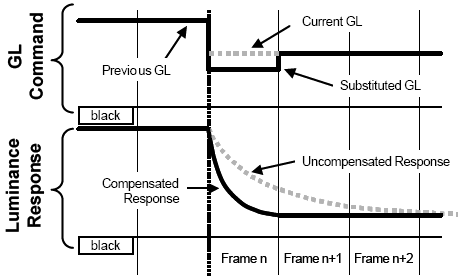
오버 드라이브 회로에 의한 응답 속도의 개선 (언더 슛 파형)

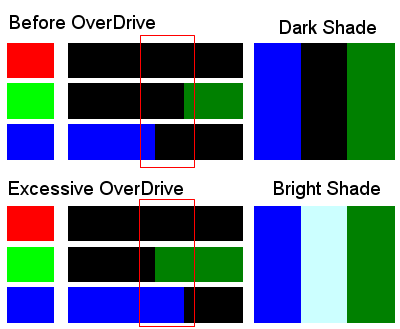
역잔상의 발생원리

LCD의 경우 가장 어두운 색과 가장 밟은 색 간의 전환(Black <-> White)에서 걸리는 시간보다 특정 혼합색, 혹은 중간색 간의 전환에 걸리는 시간이 더 많은 현상이 나타난다. 이런 특성을 극복하기 위해 미리 계측된 중간색들 간의 전환에 걸리는 시간을 고려해 적절한 초과 전압 레벨을 산정하여 변환 테이블(LUT)을 만들어 넣는 것이다.
그림은 오버드라이빙 적용 시, 어떤 한 Gray Level 신호에 따른 휘도의 반응을 보여준다. 구동 시작 시의 전압을 과대(과소) 전압으로 함으로써 오버 슛 효과를 가져와 액정 휘도(화면의 밝기)의 응답 속도 개선을 실현한다.
하지만 너무 과도한 오버드라이빙은 오히려 모션 블러현상을 더 악화시키는 역잔상을 만들 수 있다.
역잔상이 발생하는 이유는 인접한 화소간에 컬러 변환 속도에 차이가 나기 때문이라 할 수 있다. 오버드라이빙의 경우 일정한 수준 이상으로는 효과가 없거나 역효과가 나기 때문에 액정을 적절한 수준까지만 가속시켜야 한다.

### 프레임 레이트 더블링
프레임 레이트 더블링(Frame rate doubling)은 현재 디스플레이 되고 있는 프레임과 수신해서 디코딩된 프레임 사이에 보간(補間)된 프레임을 삽입하는 방법이다. 즉 새로운 프레임이 기존의 두 프레임 사이에 하나 더 생긴다. 프레임 레이트 더블링(Frame rate doubling)으로 프레임 레이트(Frame rate)를 좀 더 향상시켜, 보다 부드럽고, 블러가 없는 동영상을 구현할 수 있다.
통상적으로 TV를 통해 수신 된 영상은 일반적으로 초당 60프레임의 프레임 레이트로 디스플레이된다. LCD는 백라이트가 항상 들어 온 상태에서 필터를 통해 픽셀의 색깔이 정해진다. 따라서 항상 화면이 ON인 상태에서 화면이 전환된다. 이에 따라 아무리 초당 60장이라는 충분한 재생빈도에도 소스에서 손실되는 부분에서는 Hold 현상이 일어난다. 이 현상을 해결하기 위해 화면 중간 중간에 블랙이나 화이트 화면을 껴놓아 60프레임을 맞춘다. 하지만 이것은 화면이 블랙의 경우 어두워 지며 화이트인 경우 지나치게 밝아진다.
이를 해결하기 위해서 60Hz 신호에서 보여지는 60개의 프레임 중 각 프레임 사이에 중간값의 위치 변화를 고수준의 연산처리 칩에 의해 예측하여 만들어진 새로운 프레임을 끼워 넣는 보간(補間)방식을 블랙의 화면을 끼워놓는 대신 다음동작을 예측하여 화면을 끼워 넣기를 한다. 즉 초당 120 프레임의 프레임 레이트(Frame rate)로 디스플레이 되게 한다.

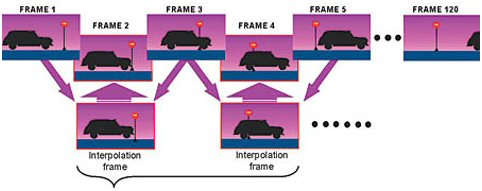
프레임과 프레임사이의 보간(補間)프레임

이로써 시간을 잘게 쪼개서 반응속도를 높이는 효과를 기대할 수 있다. 또한 어두워지거나 밝아지는 부작용 없이 화면전환을 꾀할 수 있다.
하지만 액정의 응답 속도로 인한 단점이 존재한다. 또한 보간(補間)이 완벽하지 않다면 모션블러(motion blur)와의 또 다른 시각적 결함이 생길 우려가 있다.

### 백라이트 스캐닝
LCD에서 액정은 주사율에 따라 Hold Type으로 변화한다. 따라서 Impulse Type인 CRT보다 잔상현상을 쉽게 발견할 수 있다. 백라이트 스캐닝(Backlight Scanning)은 LCD의 BLU(Back Light Unit)을 빠르게 점멸시켜 Impulse Type인 CRT와 비슷한 효과를 주어 잔상을 덜 느끼게 하는 기술이다.
액정표시장치 배면에 설치된 BLU를 복수의 발광 영역으로 분할하고 영상신호의 주사 주파수에 따라 각 발광 영역에 있는 램프를 제어 회로에 의해 순차적으로 온, 오프를 시킴으로 Impulse Type과 같은 효과를 준다. 백라이트 스캐닝 구동 시 각 BLU블록의 on-time을 변화시켜 램프 휘도를 제어 할 수 있는 정밀한 인버터 시스템이 요구된다.

### 액정구조의 개선
OCB(Optically Compensated Bend) 액정
OCB 액정은 1993년에 원리가 제기됐으며 2004년 10월에 도시바 마쓰시다디스플레이 테크놀로지(TMD)가 세계에서 처음으로 양산화를 달성한 액정이다. OCB 액정 기술은 TN 액정과 비교하면 유리 기판 사이에 있는 액정 분자가 활모양으로 배향하고 있는 점이 가장 큰 특징이다. 액정 분자에 전압을 인가하면 ‘휨’정도가 변하여 액정층을 사이에 두고 2장의 편광 기판을 통과하는 광량이 조정되어 영상의 백과 흑을 만든다.
벤드 배향에서는 활의 휜 모양과 비슷한 액정 분자의 움직임이 배향 변화의 가속 효과를 낳아 4.5 ms의 현저히 빠른 응답속도로 구동할 수 있다. 어느 방향에서 보아도 색변화가 적고, 높은 콘트라스트의 넓은 시야각 특성을 실현할 수 있으며 종래의 TN 액정 디스플레이에서 단점으로 여겨져 온 응답특성과 시야각 특성을 크게 개선한 것이 OCB 액정의 특징이다.
네마틱 액정 중에서 가장 빠른 수준의 응답수준을 보여주나 낮은 명암비등의 문제로 인해 본격적으로 상용화된 사례는 없는 것으로 알려져있다.
강유전성 액정
강유전성 액정 디스플레이(Ferroelectric Liquid Crystal Display; FLCD)에 사용되는 강유전성 액정의 응답은 통상의 액정과는 본질적으로 다르다. 통상의 액정에서는 전압이 인가되면 액정분자의 유전율 이방성에 의해 배향 방향이 변화된다. 또한 전압을 가하지 않으면 초기 배향 상태로 복귀된다. 그러나 강유전성 액정에서는 각 분자가 쌍극자 모멘트와 전계의 곱에 비례하는 힘에 의해 직접 구동된다. 이 때문에 강유전성 액정의 응답시간은 1~100 us로 네마틱 액정보다 10~1000배 고속이 가능하다. 또한 디스플레이의 명암 변화는 자발분극의 반전에 의하기 때문에 올라가고 내려가는 응답시간이 완전이 동일하다는 특징도 가지고 있다.
그러나 강유전성 액정에는 열이나 충격에 의해 배향이 흐트러지기 쉬워 외부요인에 약하다는 점과 중간계조 표시가 어렵다는 단점이 있다.
강유전성 액정은 1994년 캐논에서 본격적으로 개발 양산되었고 현재도 새로이 연구되고 있다.

## 같이 보기
- 액정 디스플레이
- 냉음극관
- 액정
- 모션 블러